# 瀬崎川
瀬崎川（せざきがわ）は、京都府舞鶴市を流れる二級水系の本流。

## 地理
京都府舞鶴市の大浦半島の西側・西大浦地区の多禰寺山（多祢寺山・多禰山・多祢山とも。標高556.3m・標高528.0m）に源を発し、瀬崎地区を通り日本海（若狭湾）へ注ぐ。

## 特徴
下流の河口付近は日本海に面しており、第1種漁港である瀬崎漁港がある。また、北西端には博奕岬が付き出しているため、比較的波は穏やかである。
中流付近に関西電力の舞鶴石炭火力発電所が立地しており、その取水口が下流に設けられている。
また、この流域は、日本最北端の温州ミカン産地であり、良質な水を利用した大浦みかんが栽培されている。

## 流域の自治体
京都府
- 舞鶴市

## 主な支流
なし